# 红色菲乔

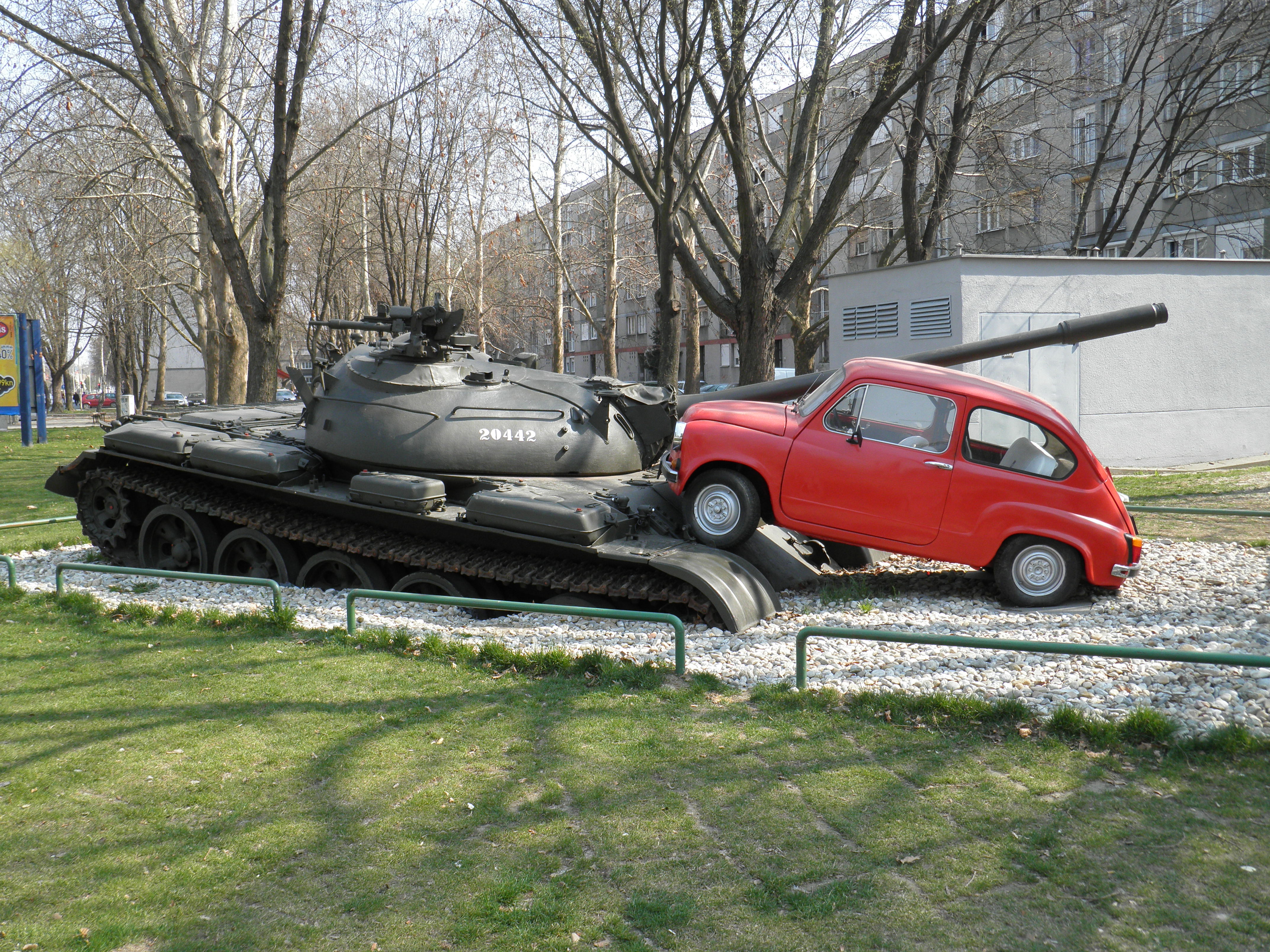
2012年拍摄的纪念碑

红色菲乔，官方名称菲乔碾压坦克！（Fićo gazi tenka!），是克罗地亚奥西耶克市的一座纪念碑。该纪念碑纪念克罗地亚独立战争初期一辆扎斯塔瓦750轿车（在克罗地亚俗称“菲乔”）阻挡南斯拉夫人民军坦克的事件，此事件成为克罗地亚抵抗的象征。纪念碑于2011年揭幕，描绘一辆苏制T-55主战坦克被一辆悬挂OS 27.06.91车牌的红色扎斯塔瓦750轿车碾压，陷入地面的场景。

## 背景
1991年6月25日克罗地亚宣布脱离南斯拉夫独立后，南斯拉夫人民军于6月27日进驻奥西耶克市。由于克罗地亚当时尚未组建军队，南斯拉夫军队几乎没有遇到抵抗。克罗地亚公民布兰科·布雷什基奇（Branko Breškić）驾驶其扎斯塔瓦750轿车紧跟并超越行进中的坦克纵队，在武科瓦尔街与特尔米皮尔街交汇处停车阻挡。布雷什基奇离开车辆后，指挥坦克的南斯拉夫军官以枪胁迫克罗地亚籍驾驶员约西普·伊利奇（Josip Ilić）碾过空车，导致轿车彻底损毁。该事件为克罗地亚独立战争期间南斯拉夫军队首次针对平民的袭击之一。
记者扎尔科·普列夫尼克（Žarko Plevnik）拍摄的现场影像全球传播，使该事件成为克罗地亚抵抗运动的象征。布雷什基奇随后加入克罗地亚军队参战，多次负伤。

## 纪念碑

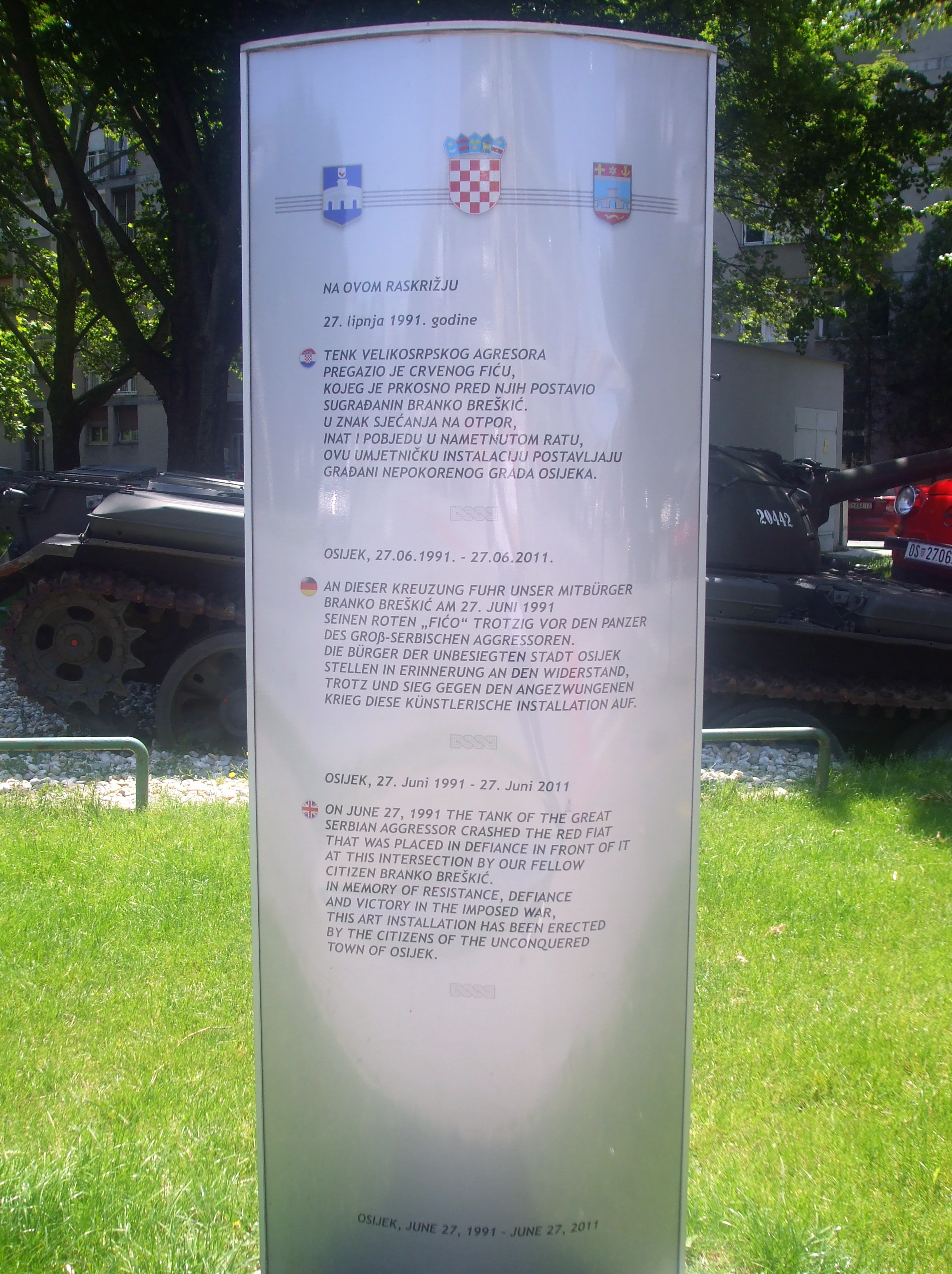
纪念碑基座铭牌。英文标注中称轿车为菲亚特；菲乔实为菲亚特600的授权版本

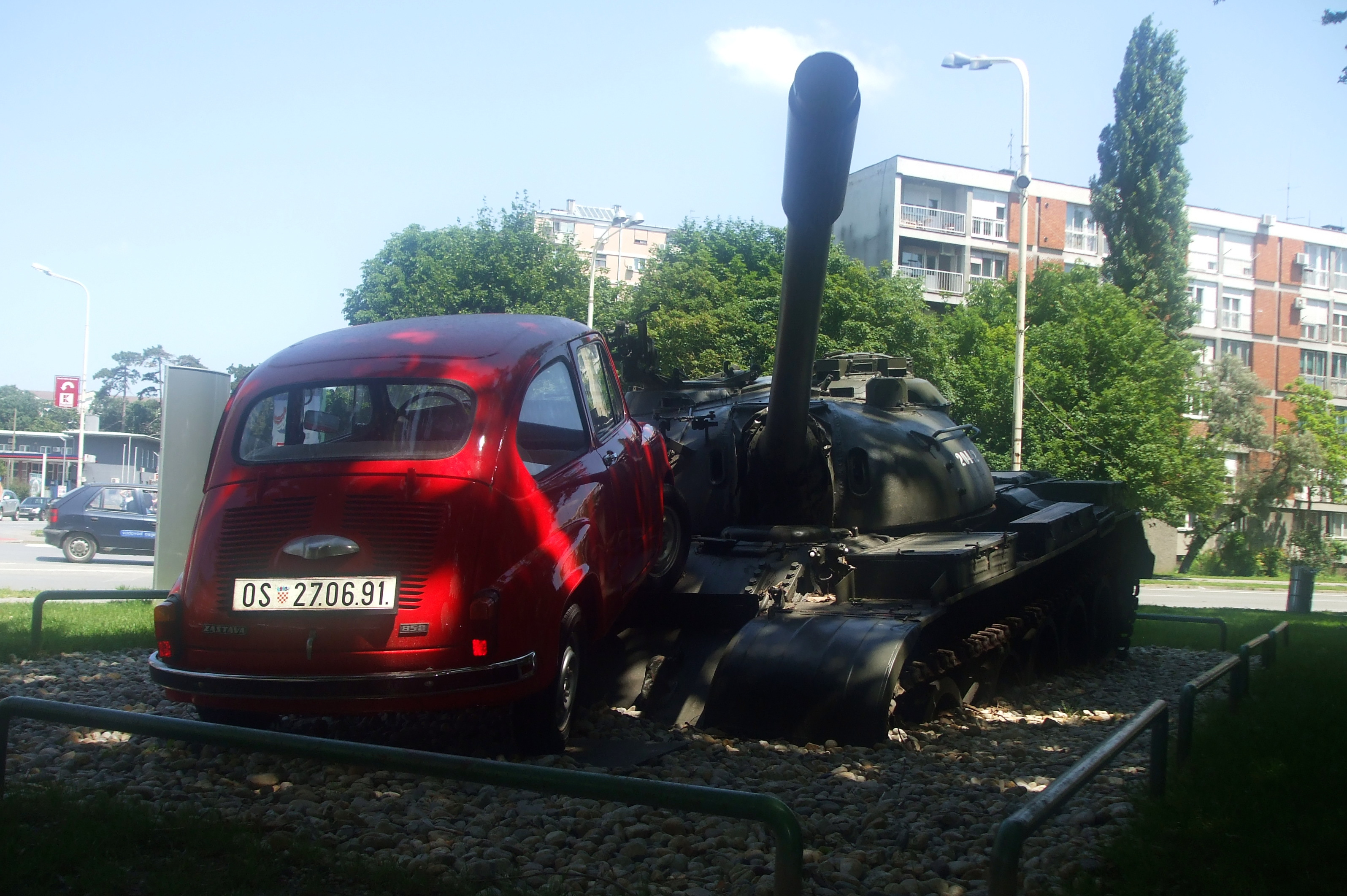
轿车尾部视角

纪念碑于2011年6月27日在事件发生地交叉路口揭幕，当日正值事件二十周年暨奥西耶克市退伍军人纪念日。以轿车战胜坦克为核心的设计理念源自退伍军人委员会，旨在纪念克罗地亚反抗南斯拉夫的历史，并悼念战争中的牺牲者。每年国土战争受害者纪念日前夕，市民会在纪念碑前点燃蜡烛寄托哀思。
2011年10月纪念碑遭蓄意破坏，轿车后窗碎裂、引擎盖凹陷，后经修复并加装安防监控系统。克罗地亚足球队获2018年国际足联世界杯亚军时，菲乔车身被涂装国家队球衣的红白棋盘格图案。